# Роскомън (окръг, Мичиган)
Вижте пояснителната страница за други значения на Роскомън.
Окръг Роскомън (на английски: Roscommon County) е окръг в щата Мичиган, Съединени американски щати. Площта му е 1502 km², а населението - 25 469 души (2000). Административен център е село Роскомън.